# Asociația de Fotbal din Barbados
Asociația de Fotbal din Barbados este forul ce guvernează fotbalul în Barbados. Se ocupă de organizarea echipei naționale și a campionatului.